# السياسة في الصحراء الغربية

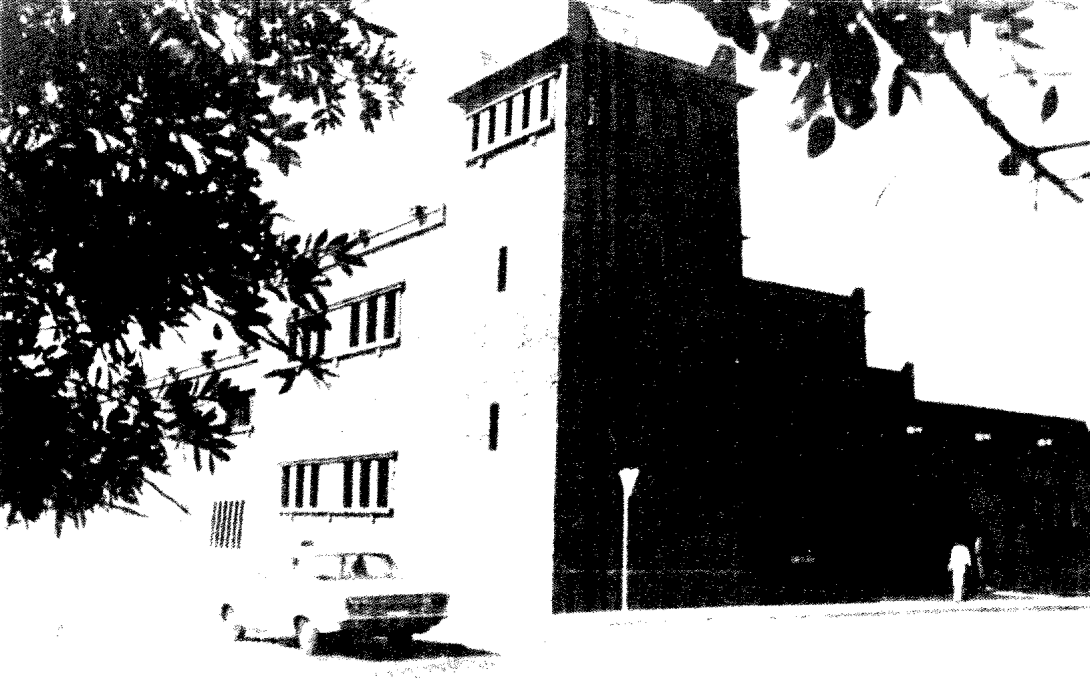
مبنى (الجمعية العمومية للصحراء الاسبانية) في لونيه.

تُشكل سياسة الصحراء الغربية نقطة مهمة فيما يُعرف بالنزاع حول الصحراء الغربية، فبعض من سكان هذه الأخيرة يُطالبون بتأسيس دولة مستقلة تُعرف باسم الجمهورية العربية الصحراوية الديمقراطية أما المملكة المغربية فترى الموضوع من وجهة نظر مغايرة؛ حيث ترغب في الحفاظ على السيطرة على المنطقة باعتبارها تابعة لها من الناحية التاريخية.
احتُلت الصحراء الغربية من قِبل إسبانيا عام 1884 وواصلت احتلالها حتى عام 1975، وكانت الصحراء الإسبانية قد أُدرجت في أوراق الأمم المتحدة باعتبارها حالة غير مكتملة من وضعية إنهاء الاستعمار منذ 1960، مما يجعلها آخر إقليم لا زال مستعمرا وفقا للأمم المتحدة دائما. اشتدَّ الصراع بين المملكة المغربية والحركة التحررية المعروفة باسم جبهة البوليساريو (الجبهة الشعبية لتحرير الساقية الحمراء ووادي الذهب) في شباط/فبراير 1976؛ حينها أُعلن رسميا عن قيام الجمهورية العربية الصحراوية الديمقراطية وهي تُدار اليوم من قبل حكومة في المنفى تأخد من مدينة تندوف في الجزائر مقرّا رسميا لها.
اتفاق مدريد قسَّم الإقليم بين المغرب وموريتانيا في تشرين الثاني/نوفمبر 1975 حيث حصل المغرب على الثلثين الشماليين، أما موريتانيا فقد انسحبت من المكان وترتكت ثلثها تحت ضغط جبهة البوليساريو والقوات المغربية التي نهجت تكتيك حرب العصابات. انسحبت موريتانيا كليا من المنطقة بحلول آب/أغسطس 1979؛ حيث تخلت عن كل مطالبها وتركت جبهة القتال والنزاع مفتوحة بين الجيش المغربي من جهة وبين قوات البوليساريو من جهة ثانية. بعد فترة وجيزة من انسحاب موريتانيا؛ «غزا» المغرب ذلك الثلث وثبت فيه جنوده كما نقل له مجموعة من المرافق الإدارية فسيطر بالتالي على غالبية الأراضي المتُنازع عليها.
كانت الجمهورية العربية الصحراوية الديمقراطية عضوا في منظمة الوحدة الأفريقية في عام 1984 كما كانت عضوا مؤسسا في الاتحاد الأفريقي. استمرت حرب وأنشطة العصابات حتى تدخلت الأمم المتحدة على الخط وأقرت خطة لوقف إطلاق النار كما نشرت تابعين لها لمراقبة الوضع عن كثب؛ وقد تم وقف الاقتتال بتاريخ 6 سبتمبر 1991 عن طريق بعثة المينورسو التي سعت لإحلال السلام في المنطقة والبحث عن حل سياسي بدل الحل العسكري.
في عام 2003 قدم مبعوث الأمم المتحدة إلى الإقليم جيمس بيكر خطة عُرفت باسه خطة بيكر ثم قدم في وقت لاحق خطة ثانية حملت اسم خطة بيكر الثانية والتي كان من شأنه أن تُعطي للصحراء الغربية سلطة الحكم الذاتي باعتبارها سلطة مستقلة خاصة بعد القيام باستفتاء عام ثم المرور للفترة الانتقالية بعد مضي خمس سنوات. الخطة وضعت سكان الإقليم بين خيارين؛ إما التصويت لصالح الاستقلال أو البقاء تحت جناح المملكة المغربية ومن ثم الاندماج الكامل معها. بشكل عام قبلت جماعة البوليساريو الخطة إلا أن المغرب رفض ذلك. وكان بيكر _من خلال خطته رقم واحد_ قد وضع معطيات حُذفت من الخطة الثانية إلا أن الجزائر وجبهة البوليساريو رفضتا ذلك واقترحتا تقسيم الإقليم وهذا ما لا ترغب فيه المملكة.

## الاقتراع
يقبع سكان الصحراء الغربية تحت السيطرة المغربية حيث يُشاركون في الانتخابات المغربية الإقليمية وحتى الوطنية. هذا وتجدر الإشارة إلى أن الاستفتاء على الاستقلال أو الاندماج مع المغرب كان قدوافق عليه المغرب وجبهة البوليساريو معا عام 1991 ولكن ذلك لم يتحقق بعد بسبب مماطلة الطرفين.
لكن وفي الوقابل فاللاجئون الصحراويين الذين يقطنون مخيمات تندوف في الجزائر يُشاركون في انتخابات الجمهورية العربية الصحراوية الديمقراطية.